# Nemojov

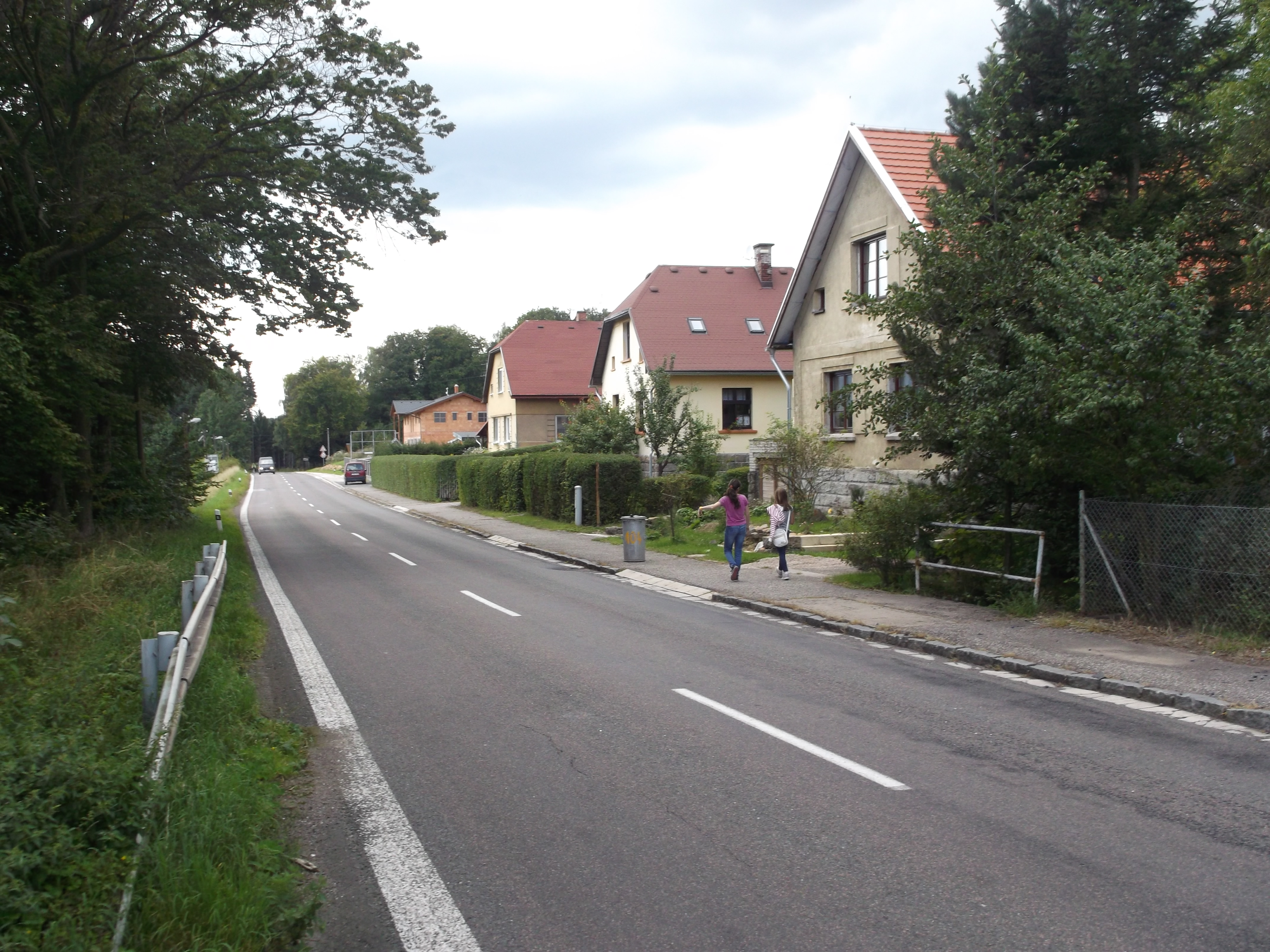
Westliche Teil des Dorfes

Nemojov (deutsch Nemaus, früher Emaus) ist eine Gemeinde in Tschechien. Sie liegt sechs Kilometer nordwestlich von Dvůr Králové nad Labem und gehört zum Okres Trutnov.

## Geographie
Der Ort befindet sich linksseitig der Elbe an der Talsperre Les Království im ostböhmischen Königreichwald.
Nachbarorte sind Horní Debrné und Starobucké Debrné im Norden, Vítězná im Osten, Podháj und Verdek im Südosten, Bílá Třemešná im Süden, Dolní Brusnice im Südwesten, Dvoračky im Westen sowie Přední Mostek im Nordwesten.

## Geschichte
Die erste Erwähnung eines Gutes Nemogovicz am Königreichwald erfolgte nach dem Trautenauer Chronisten Simon Hüttel im Jahre 1528. Der Name des Ortes leitet sich vom slawischen Namen Nemoj her. 1543 wurde Nemojovice als ein zur Herrschaft Trautenau gehöriges wüstes Dorf beschrieben.
1615 gehörte der Ort Jan Kamberský von Kamberk und 1654 war er Teil der Herrschaft Třemešná. Zum Ende des 18. Jahrhunderts wurde das Dorf zusammen mit dem Gut Třemešná an die Herrschaft Sadová angeschlossen und ab 1790 als Dolní Nemojov bzw. Nieder Emaus bezeichnet. 1836 erfolgte erstmals eine Erwähnung des zur Herrschaft Žireč gehörigen Horní Nemojov bzw. Ober Nemaus. Das aus 18 Häusern bestehende kleine Dorf hatte 86 vorwiegend tschechische Einwohner. Zwischen 1835 und 1836 entstand auf den ebenfalls zur Herrschaft Žireč gehörigen Fluren des Gutes Debrné das Dorf Neu Nemaus, das aus 16 Häusern bestand und 59 überwiegend deutsche Bewohner hatte. Bedeutend größer war das zu Sadová gehörende Nieder Emaus mit 95 Häusern und 629 größtenteils deutschen Einwohnern.
Nach der Ablösung der Patrimonialherrschaften wurden 1850 Ober Nemaus und Neu Nemaus zur Gemeinde Königreich III / Království III vereinigt, während Nieder Nemaus eine eigene Gemeinde bildete. 1910 wurde die Talsperre an der Elbe errichtet. Nach dem Zweiten Weltkrieg wurden die Gemeinden Dolní Nemojov, Království III und Starobucké Debrné zur Gemeinde Nemojov vereinigt. Seit 1964 gilt die Staumauer der Talsperre Les Království als Technisches Denkmal.

## Gemeindegliederung
Die Gemeinde Nemojov besteht aus den Ortsteilen Dolní Nemojov (Nieder Emaus, auch Nieder Nemaus), Horní Nemojov (Ober Nemaus), Nový Nemojov (Neu Nemaus) und Starobucké Debrné (Altenbuch-Döbernei).